# Servicio de Información Militar
El Servicio de Información Militar (SIM) fue el nombre de la agencia de inteligencia y del servicio de seguridad de la Segunda República Española durante la guerra civil española. El objetivo de este organismo era limitar las actividades de quintacolumnistas, anarquistas, «incontrolados» y de otros «elementos desestabilizadores». De hecho, el SIM actuó con relativa impunidad como una verdadera policía política a partir de su creación en agosto de 1937 y recurrió a los malos tratos y a la tortura para alcanzar sus fines. Dado que se encargó también de las labores de represión en la retaguardia republicana, durante su corta historia no tuvo una buena reputación entre la población.
En la zona sublevada su antagonista fue el Servicio de Información y Policía Militar (SIPM).

## Historia
Durante 1937 los técnicos soviéticos le pidieron a Indalecio Prieto, Ministro de Defensa Nacional, que creara un servicio de inteligencia. Prieto se opuso en un primer momento, pues temía que éste cayera bajo la influencia de los comunistas españoles o soviéticos. Incluso a Alexander Orlov, jefe de la NKVD en España, le dijo que temía que los comunistas llegaran a controlarlo y terminaran arrestándole a él y a los otros miembros del Gobierno, dándole el poder a los comunistas. 
El SIM fue creado finalmente el 9 de agosto de 1937 por Indalecio Prieto, fruto de la unión de las organizaciones de espionaje y contraespionaje. Con ello se trataba de poder coordinar y centralizar a todos los servicios de inteligencia de la República —Ejército, Ministerio de Gobernación, pero también de los gobiernos autonómicos vasco y catalán—. A nivel estatal actuaban dos servicios secretos: el Departamento Especial de Información del Estado (DEDIDE) y el Servicio de Inteligencia Especial Periférico (SIEP). En el momento de su creación Prieto accedió a concederle un estatus especial al SIM a la hora de actuar, por consejo de los asesores soviéticos.Para evitar infiltraciones comunistas, en el artículo 2 del decreto se decía que todos los nombramientos de jefes, inspectores y agentes del SIM debían ser elegidos por el ministro de Defensa.
En los primeros tiempos el SIM actuó lealmente con Prieto y denunciando incluso las intromisiones y arbitrariedades de agentes soviéticos en el organismo. No obstante, durante la época en que estuvo dirigido por el coronel Manuel Uribarri pronto cayó bajo la influencia de los comunistas, que en algunas ocasiones lo usaron más como policía política del Partido Comunista de España que como el servicio de información estrictamente militar que había sido diseñado. En la primavera de 1938 obtuvo la lista de todos los falangistas que actuaban en Cataluña y detuvieron a 3.500 personas, a las que, tras los interrogatorios y torturas, hallaron culpables de espionaje.
Procedentes de Madrid, diversos oficiales de intendencia, entre ellos Antonio Rodríguez Aguado, Joaquín Jiménez de Anta y un camarada mallorquín, llegaron a Barcelona en 1938 custodiados por el SIM. Pocos días antes de que las tropas nacionales entrasen en la Ciudad Condal en enero de 1939, varios encarcelados fueron conducidos a la provincia de Gerona, y quedaron en libertad cuando el bando nacional consiguió conquistar el norte de Cataluña.

## Organización

### Estructura y funcionamiento
Pocos meses después de su creación disponía de 6.000 agentes solo en el área de Madrid y contaba con un presupuesto de 22 millones de pesetas. También tenía cárceles y campos de concentración propios. El SIM contaba con numerosas secciones a lo largo del territorio republicano pero era Barcelona —a la postre, sede del gobierno republicano entre noviembre de 1937 y febrero de 1939— donde concentraba sus mayores actividades y centros administrativos.
Sus objetivos no eran solo los elementos «fascistas», o los espías de los sublevados. También se dedicó a perseguir a otra clase de enemigos, como los troskistas, anarquistas, militantes católicos, etc. Claro que también se dio la paradoja de que en la Barcelona de 1938 el gobierno republicano autorizó de nuevo el culto católico y 2000 sacerdotes volvieron a ofrecer la misa, en privado, bajo la protección del SIM frente a los posibles excesos de anarquistas.
A partir de 1938 también dispusieron de sus propios tribunales judiciales (de carácter estrictamente militar) para juzgar a sus detenidos y prisioneros mediante juicios sumarísimos. Por ejemplo, en ese mismo año 245 detenidos fueron procesados y condenados a muerte por delitos de espionaje y sabotaje, aunque buena parte de las condenas no se llevaron a efecto.

#### Torturas
Influido por Alexander Orlov, el SIM llegó a utilizar los mismos métodos de tortura que la NKVD: Celdas en las que casi no cabía una persona, ruidos y luces fuertes, baños helados, etc. Muchos de los jefes locales del SIM se mostraron inflexibles. Fue el responsable del asesinato de varios reclutas republicanos y, en Barcelona, de más de 40 personas (sobre todo anarquistas que habían criticado la política gubernamental). No obstante, su creciente independencia a la hora de actuar chocó en numerosas ocasiones con las autoridades republicanas.
Fueron especialmente siniestros los preventorios del SIM de las calles Vallmajor y Zaragoza de Barcelona que estaban dotados de «celdas psicotécnicas» en las que se sometía a los detenidos a diversos métodos de tortura basados en principios «científicos», como las «celdas-armario», en las que los reos permanecían sentados en una postura incómoda bajo la luz de un foco y soportando el sonido de un timbre, las «celdas alucinantes» o «la campana» que creaba sensación de asfixia. También contaban con «duchas», celdas con mangueras que lanzaban agua a alta presión, y con «neveras», celdas en las que se filtraba agua helada.

### Mandos
El primer jefe fue el socialista Ángel Díaz Baza, amigo personal de Indalecio Prieto. Pero pronto se hizo evidente que él no era la persona adecuada para tal misión y fue rápidamente sustituido al cabo de poco tiempo por su segundo de a bordo, Prudencio Sayagües, quien a su vez fue pronto sustituido por el coronel Uribarri. Este fue al principio leal al Ministro Prieto, pero pronto pasó a estar controlado por los comunistas, y permitió que el SIM se convirtiera en lo que Prieto temía, en una policía política comunista. Uribarri huyó a Francia, supuestamente llevándose grandes sumas de dinero, y fue sustituido por Santiago Garcés, uno de los miembros del grupo que estuvo implicado en el asesinato del político derechista José Calvo Sotelo unos días antes del estallido de la guerra.
Entre los primeros dirigentes y organizadores del SIM también se encontraba el Coronel Eleuterio Díaz-Tendero, que se encargó de la selección y preparación de mandos y agentes destinados al servicio. Durante un tiempo estuvo al frente del aparato de dirección del SIM, aunque más tarde se vería alejado. En Madrid pasó a dirigir el SIM Gustavo Durán, quien nombró a comunistas para servir a sus órdenes, por lo que el ministro Prieto le sustituyó por Ángel Pedrero García.

### Pie de página
1. 1 2 3  Thomas, 1976, p. 835.
2. ↑  Oviedo Silva, 2020, p. 103-104. "maltratos de palabra, coacciones morales, golpes, palizas, reclusión en celdas de castigo deliberadamente frías o húmedas, privación de alimentos, desnudez forzosa e incluso la introducción de palillos entre las uñas"
3. ↑  Muniesa, 1999, p. 108.
4. ↑  Bulloten, Burnet. La guerra civil española: Revolución y contrarrevolución. Alianza Editorial. pp. 825-826.
5. ↑  Preston, 2013, p. 551.
6. ↑  Bulloten, Burnet. La guerra civil española: Revolución y contrarrevolución. Alianza Editorial. p. 826.
7. 1 2  Thomas, 1976, p. 836.
8. 1 2  Révolution et contre-révolution en Espagne
9. 1 2  Sex, spies and Bethune's secret
10. 1 2 3 4  Thomas, 1976, p. 868.
11. ↑  «Joaquín Jiménez de Anta, la historia del concejal barcelonés que espió a la república». La Vanguardia. 9 de octubre de 2012.
12. ↑  «El espía de Franco». La Razón. 9 de febrero de 2013.
13. 1 2 3  La Révolution et la Guerre d’Espagne
14. ↑  «España, primer ensayo de democracia popular». Archivado desde el original el 11 de marzo de 2008. Consultado el 13 de febrero de 2008.
15. ↑  Un gran homenaje en su centenario: Entre la realidad y el deseo: Luis Cernuda (1902–1963)
16. ↑  Thomas, 1976, pp. 925-926.
17. 1 2 3 4 5  Thomas, 1976, p. 837.
18. ↑  Thomas, 1976, p. 867.
19. ↑  Thomas, 1976, p. 722.
20. ↑  Oviedo Silva, 2020, p. 104-106.
21. 1 2  Suero Roca, 1981, p. 159.